# Beata Kollmats
Beata Kollmats (født 6. juli 1992) er en kvindelig svensk fodboldspiller, der spiller som forsvar og anfører for Kopparbergs/Göteborg FC i Damallsvenskan.
Hun har siden 2011 spillet for Kopparbergs/Göteborg FC, hvor hun igennem tiden har vundet den svenske pokalturnering i 2012 og Super Cup'en i 2013.

## Meritter
- Vinder, Svenska Cupen, 2011-12[1]
- Vinder, Super Cup, 2013[1]